# Prosaptia negrosensis
Prosaptia negrosensis är en stensöteväxtart som först beskrevs av Edwin Bingham Copeland, och fick sitt nu gällande namn av Michael Greene Price. Prosaptia negrosensis ingår i släktet Prosaptia och familjen Polypodiaceae. Inga underarter finns listade.